# Itáva
Itáva (hindsky इटावा, urdsky اتاوہ‎, anglicky Etawah) je město v indickém státě Uttarpradéš. Nachází se v západní části země, v rovinaté krajině mezi řekami Jamuna (jihozápadně) a Sengur (severovýchodně). Je sídlem stejnojmenného okresu. V roce 2011 mělo 256 838 obyvatel, což z něj činí 26. nejlidnatější město státu.
Město se nachází 300 km jihovýchodně od Nového Dillí, 230 km severozápadně od Laknaú a 120 km východně od Ágry.

## Historie
Stejně jako řada měst v regionu se nachází v oblasti, která je kontinuálně osídlena již od dávnověku. Název města odkazuje na dílny na pálení cihel, které se tradičně v oblasti ve velkém počtu vyskytují. Itáva se proslavila především v roce 1857 klíčovou rolí během Velkého indického povstání v roce 1857. Povstalci se města zmocnili na několik měsíců a nadvláda britských úřadů zde byla obnovena až v počátku roku 1858.

## Doprava
Městem prochází železniční trať Kánpur–Dillí, ze které se zde odpojují další tratě lokálního významu do měst Gválijar a Mainpuri. Severovýchodně bude okolo města vést výhledově i dálnice, která kopíruje hlavní dopravní tahy, které přes město vedou.

## Osobnosti
Známou osobností z Itávy byl indický fyzik Mirza Abdul Baqi Bég a George Adamson.